# Хатки (Могилёвская область)
Ха́тки (бел. Хаткi) — деревня в составе Пашковского сельсовета Могилёвского района Могилёвской области Беларуси.

## Географическое положение
Деревня находится в 8 км на северо-запад от Могилёва, 5 км от железнодорожной станции «Полыковские Хутора» на линии Могилёв — Орша. Рельеф равнинный. В центре деревни — озеро. Транспортные связи по местной дороге через деревни Софиевка и далее по шоссе Могилёв—Шклов.

## История
Основана в 1920-е годы переселенцами из соседних хуторов.
В 1926 году 25 дворов, 142 жителя. В 1934 году был организован колхоз «Новая жизнь», который обслуживал Пашковскую МТС им. 20-летия БССР.
В 1940 году колхоз объединял 43 хозяйства.
На момент начала Великой Отечественной войны между деревнями Хатки и Волоки располагался полевой военный аэродром Красной Армии, его также использовали фашистские войска .
В Великую Отечественную войну с июля 1941 г. по 27 июня 1944 г. Хатки были оккупированы немецко-фашистскими войсками.
В деревне дислоцировалась рота обеспечения аэродрома из итальянского контингента оккупационных войск Вермахта.
В ходе наступления на Могилёв немецкой армии, 2 бойца красной армии, которые были оставлены следить за передвижением наступающий войск фашистской Германии, приняли бой с проходящей по деревне подразделения немецкой армии.
В бою за освобождение села было убито 18 советских солдат, которые похоронены в братской могиле на восточной окраине села.
1986-1988 д. Хатки была одной из первых газифицирована в сельской местности в БССР.

## Демография
В 1990 г. 40 хозяйств, 113 жителей, в составе колхоза «Заря».
В 2010 году — 97 жителей.